# Ernst Bakker
Ernst Carel Bakker (Hellendoorn, 16 april 1946 – Hilversum, 8 februari 2014) was een Nederlands politicus voor D66.
Hij studeerde rechten en sociologie, maar behaalde geen academische graden in deze wetenschappelijke disciplines.
Van 1971 tot 1978 was hij werkzaam als fractiemedewerker bij de toenmalige Tweede Kamerfractie van D66, van 1978 tot 1981 assisteerde Bakker als zodanig Jan Terlouw die destijds als fractieleider D66 in de Tweede Kamer aanvoerde. Tijdens de laatstgenoemde periode was hij ook lid van de gemeenteraad van Amsterdam.
Voorts leidde hij van 1974 tot 1990 de verkiezingscampagnes voor D66, onder meer de zeer succesvol verlopen campagne van 1981 voor de Tweede Kamer. Hij kwam vervolgens zelf in de Tweede Kamer terecht, waarbij hij zijn pijlen onder andere richtte op binnenlandse zaken en verkeer- en waterstaatsaangelegenheden. Nadat de PvdA uit het toenmalige Kabinet-Van Agt II was gestapt, stemde hij in een in mei 1982 gehouden fractievergadering tegen de vorming van een rompkabinet bestaande uit zijn partij met het CDA, de andere overgebleven partij.
Na de voor D66 tegengevallen verkiezingsuitslag van september 1982 moest hij de Kamer verlaten en werd hij beleidsadviseur op het gebied van bestuurlijke contacten.
In 1990 werd Bakker opnieuw gemeenteraadslid van Amsterdam en vanaf 1992 ook wethouder van deze gemeente om in 1998 deze post te verruilen voor die van het burgemeesterschap van de gemeente Hilversum.
In 2010 besloot hij op 1 juli 2011 met pensioen te zullen gaan. Daarna is hij opgevolgd door Pieter Broertjes. Bij zijn afscheid werd burgemeester Bakker ingeschreven in het Hilversumse Gulden Boek en ontving hij een Gouden Legpenning.
- Biografisch Portaal: 19160431
- International Standard Name Identifier: 0000 0003 7682 2927
- Library of Congress Control Number: nb2012019033
- Nederlandse Thesaurus van Auteursnamen: 340565179
- Parlement.com: vg09llmxt7yb
- Virtual International Authority File: 254032561
- WorldCat: E39PBJv4km7cmtHdDrMTpCcVmd